# Dewoitine D.33
Die Dewoitine D.33 (Spitzname: Trait d’Union, dt.: Bindestrich)
war ein im Jahre 1929 in zwei Exemplaren von dem französischen Flugzeugbauer Dewoitine hergestelltes einmotoriges Langstrecken-Testflugzeug, das zum Zwecke von Langstreckenrekordflügen konzipiert und gebaut wurde. Die Kennzeichen der beiden Maschinen waren F-AKDV und F-ALFC.
Auf der Grundlage der D.33 wurden die nachfolgenden Typen D-333, D-338 und Dewoitine D-342 entwickelt.

## Geschichte
Die D.33 war ein dreisitziger, in Ganzmetallbauweise konstruierter Tiefdecker mit starrem Fahrwerk. Für den Antrieb sorgte ein Hispano-Suiza-12NB-Reihenmotor mit 650 PS. Der Erstflug fand am 21. November 1930 statt. Von diesem Grundtyp, auf dem die Typen D.333, D.338 und D.342 basierten, wurden nur zwei Stück gebaut.

### Die „Trait-d’Union“ (F-AKDV)
Die erste D.33 stellte vom 7. bis zum 10. Juni 1931 mit den Piloten Marcel Doret und Joseph Le Brix und dem Mechaniker René Mesmin einen Langstreckenrekord für Rundkurse auf, als sie in 70 Nonstop-Flugstunden 10.520 km zurücklegte. Schon im März hatte sie sieben Weltrekorde aufgestellt. Danach versuchten die drei mit der „Trait-d’Union“ den ersten Nonstop-Flug von Paris nach Tokio. Sie starteten am 12. Juli 1931 in Le Bourget und gelangten bis in die Nähe des Baikalsees in Sibirien. Dort fror ihr Motor ein. Le Brix und Mesmin sprangen mit ihren Fallschirmen ab, und Doret setzte die Maschine in einem Wald in die Baumkronen. Die „Trait-d’Union“ war ein Totalverlust, aber die drei Flieger blieben unversehrt.

### Die „Trait-d’Union II“ (F-ALFC)
Daraufhin wurde eine zweite D.33 gebaut, die „Trait-d’Union II“. Am 11. September 1931 startete die gleiche Crew mit der „Trait-d’Union II“ zu einem erneuten Versuch. Am Morgen des 12. September, beim Überfliegen des Ural in der Nähe von Ufa, versagte wiederum ihr Motor, und sie mussten die Maschine aufgeben. Diesmal sprang Doret als Erster. Man nimmt an, dass Mesmin Schwierigkeiten mit seinem Fallschirm hatte und Le Brix seinen Freund nicht allein lassen wollte. Die beiden kamen beim Absturz und dem anschließenden Brand des Flugzeugs ums Leben.
Heute existieren somit keine D.33 mehr, da beide abstürzten und Totalverluste waren.

## Technische Daten

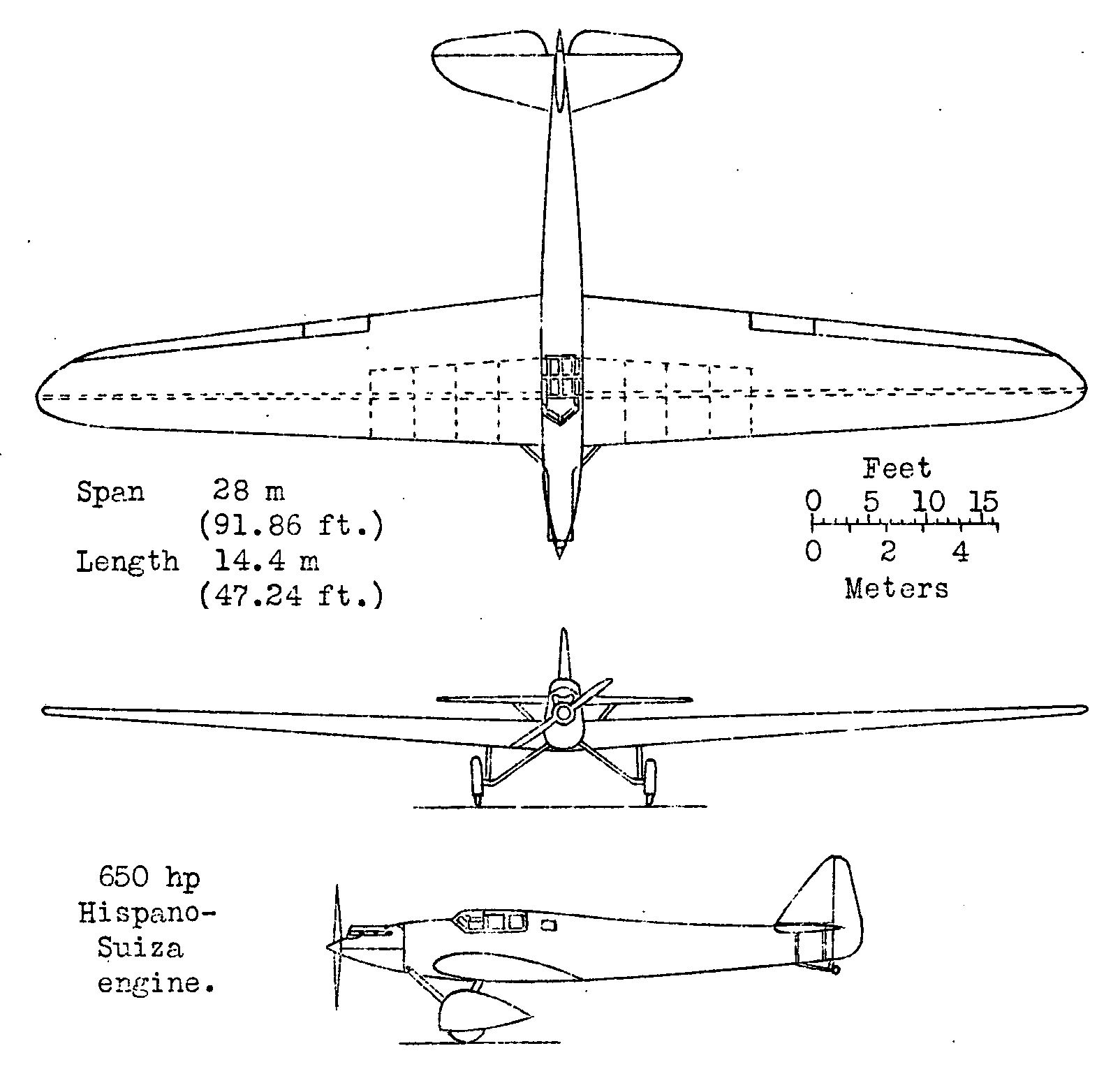
Dreiseitenansicht

| Kenngröße             | Daten                                                  |
| --------------------- | ------------------------------------------------------ |
| Besatzung             | 3                                                      |
| Länge                 | 14,40 m                                                |
| Flügelspannweite      | 28,00 m                                                |
| Höhe                  | 5,00 m                                                 |
| Leermasse             | 3100 kg                                                |
| max. Startmasse       | 9800 kg                                                |
| Antrieb               | 1 × Reihenmotor Hispano-Suiza 12NB mit 478 kW (650 PS) |
| Reisegeschwindigkeit  | 175 km/h                                               |
| Höchstgeschwindigkeit | 245 km/h                                               |
| Reichweite            | 11.000 km                                              |
| Dienstgipfelhöhe      | 5000 m                                                 |